# Ashley Young
Ashley Simon Young, född 9 juli 1985 i Stevenage, Hertfordshire, är en engelsk fotbollsspelare som spelar för Everton. Han har även spelat för Englands landslag.

## Karriär
Ashley Young var under barndomen lagkamrat med Lewis Hamilton i sin skolas lag. 
Den 23 juni 2011 blev det officiellt att Ashley Young skrivit på ett femårskontrakt med Manchester United.
Den 17 januari 2020 värvades Young av Inter, där han skrev på ett halvårskontrakt med option på ytterligare ett år. Den 17 juni 2021 blev Young klar för en återkomst i Aston Villa, där han skrev på ett ettårskontrakt. Den 4 juli 2022 skrev Young på ett nytt ettårskontrakt med Aston Villa.
Den 13 juli 2023 värvades Young av Everton, där han skrev på ett ettårskontrakt.